# Dubberly, Louisiana
Dubberly, Louisiana (енгл. Dubberly) град је у америчкој савезној држави Луизијана.

## Демографија
По попису из 2010. године број становника је 273, што је 17 (-5,9%) становника мање него 2000. године.
| Група             | 2000.       | 2010.       |
| Белци             | 251 (86,6%) | 245 (89,7%) |
| Афроамериканци    | 29 (10,0%)  | 23 (8,4%)   |
| Азијати           | 0 (0,0%)    | 0 (0,0%)    |
| Хиспаноамериканци | 7 (2,4%)    | 5 (1,8%)    |
| Укупно            | 290         | 273         |